# 高橋忠治 (海軍軍人)

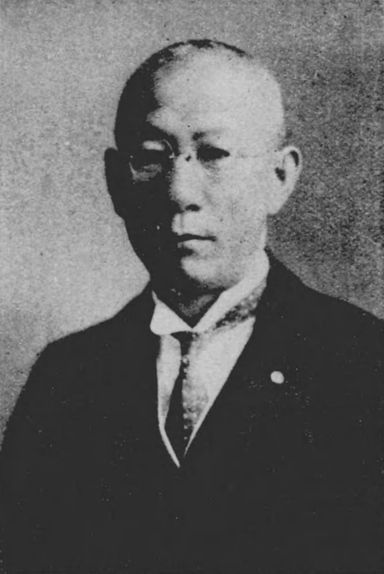
高橋忠治

高橋 忠治（たかはし ちゅうじ、1885年（明治18年）10月16日 - 1964年（昭和39年）1月24日）は、日本の海軍軍人、山口市長。最終階級は海軍大佐。

## 人物
山口県吉敷郡大内村（現在の山口市）出身。高木権次郎の二男として生まれ、高橋千代造の養子となった。1907年（明治40年）、海軍兵学校を卒業。1908年（昭和41年）、海軍少尉に任官し、1929年（昭和4年）に海軍大佐となった。その間、舞鶴鎮守府副官、大湊要港部副官、海軍軍令部員、菱艦長、海軍水雷学校教官、磐手副長、第7駆逐隊司令、第1駆逐隊司令、第29駆逐隊司令を歴任した。1931年（昭和6年）、予備役。
在郷軍人会山口連合分会副会長を経て、1935年（昭和10年）に山口市長に選出された。市長は1944年（昭和19年）まで務めた。
1946年（昭和21年）から仁壁神社宮司を務めた。戦後、「翼賛市支部長」のため公職追放となった。

## 参考資料
- 帝国自治協会『自治制実施五十周年記念：全国市長銘鑑』帝国自治協会、1938年。
- 人事興信所 編『人事興信録』《下》（15版）人事興信所、1948年。
- 日外アソシエーツ 編『現代物故者辞典：総索引』《昭和元年～平成23年〈1〉政治・経済・社会篇》日外アソシエーツ、2012年。
- 総理庁官房監査課編『公職追放に関する覚書該当者名簿』日比谷政経会、1949年。